# 槐 (夏朝)
槐（？—？），姒姓，夏后氏，名槐，中國夏朝第八任君主。名字一作芬、祖武或芬發，杼之子，芒的父亲。
《竹書紀年》記載槐即位第3年，九夷（畎夷、于夷、方夷、黄夷、白夷、赤夷、玄夷、風夷、陽夷）来访；在位44年。
槐统治时期，夏朝仍然强盛。
《太平御覽》引《紀年》：「后芬立四十四年。」《帝王世纪》：「帝芬，一名帝槐，或曰祖武，在位二十六年。」